# 島徳蔵

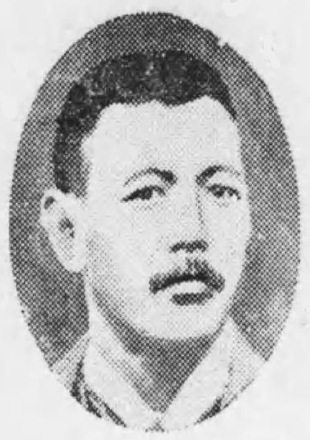
島徳蔵

島 徳蔵（しま とくぞう、1875年（明治8年）4月20日 - 1938年（昭和13年）11月3日）は、日本の実業家、相場師。日本揮発油会長。族籍は大阪府平民。「北浜の怪傑」、「北浜の島徳」などと呼ばれた。

## 経歴
米穀商・島徳治郎の長男として大阪で生まれた。学問を深くは修めず、学校はいい加減の所で切りあげた。株式取引所仲買人となり、父のもとで仲買の修業を積んだ。青年時代から繻子紐の前掛をかけて株式店頭に「二買い三遣り」の手を振った。
1900年、今村清之助を相手に関西鉄道の買い占め戦をやった。1903年、独立して仲買店を開業した。日露戦争景気で巨利を博した。鉱業を営む。銅山経営を開始して一時は鉱山師となり、後年これを久原家に譲渡し、暫くは世外の身となり悠々自適、機会の到来を待った。1916年、大阪株式取引所理事長に就任した。同年家督を相続した。1927年、阪神電鉄社長就任。
日本揮発油会長、豊国火災保険、阪神電気鉄道、日魯漁業各社長、上海取引所所長、大阪株式取引所、天津取引所、漢口取引所各理事長、日本信託銀行、豊国火災保険、朝鮮煙草、大阪電灯、関西信託、門司築港、大同電力、朝鮮森林鉄道、大阪北港、大同肥料、天津信託、朝鮮電気興業、阪神国道電軌、奈良電気鉄道各取締役、大阪電灯、大阪城東土地、日本郵船、中央毛糸紡績各監査役等をつとめた。
しかし世界恐慌の煽りで関係企業が経営不振に瀕すると、その乱脈振りが追及されることになる。大株の取引所法違反事件に連座したのを始め、1933年には売塩事件・翌1934年には愛国貯金銀行破産に伴う行金200万円背任横領嫌疑で各々刑事訴追された。1937年4月に愛国貯金銀行事件で懲役5年の判決を受けて、控訴審を争う最中に病没。

## 人物

### 人柄
世間の人は島を「機敏な男、智略縦横の才子」、「策士」と見做していた。島は大阪有数の資産家として知られていた。島の財産は全く当一代に作り上げたもので親譲りではなかった。父親の財産は当てにしなかった。しかしその財産は減少の一途を辿っていった。1934年には自らの所蔵品を大阪美術倶楽部で競売した。住所は大阪市東区高麗橋5丁目、同市西区江戸堀北通。

### 評価
島の徳望は薄く、酷評する者は「ヨコ島」などとさえ呼んでいた。島の巷間に於ける評判は毀誉相半ばしていた。

## 栄典
- 1920年4月16日 - 紺綬褒章[14]
  - 1919年1月、恩賜財団済生会へ金1万円を寄付する[14]。

## 家族・親族
島家
島家はもともと大和国の出身で、大阪島家の初代は1792年に亡くなった島利右衛門である。父・徳治郎は中年までは堂島で米の仲買を営み、一時兵庫の米穀仲買人に転じた。磯野小右衛門の勧めで株式の世界へ進出した。1893年、大株仲買人組合委員に当選。株式市場で成功した。1916年2月に死去。電信柱にまでお辞儀をして「お辞儀の徳さん」「仏の徳さん」といわれた。
- 祖父・利右衛門（4代目、堂島中3丁目で米の仲買を行う）[8]
- 父・徳治郎（大阪府平民[7]、米穀仲買人、株式仲買人）
- 母・テイ（1856年 - ?、大阪平民、越ケ谷伊兵衛の長女[7]、実家は米穀商[8]）
- 弟・定治郎（1877年 - 1935年、貿易商[1]、島貿易[3]、日米板硝子各社長、大阪府多額納税者、貴族院議員）[4]
- 妹・セイ（1881年 - ?、大阪、志方勢吉の妻）[5][6]
- 妻・ハナ（1876年 - ?、大阪平民、永井源兵衛の養妹[1][5][7]、あるいは氏原太郎兵衛の長女[15]）
- 男・徳郎（1903年 - ?）[6]
- 男・吉郎（1906年 - ?）[6]
- 長女・富（1904年 - ?、東京華族、実吉雅郎の妻）[12][15]
- 二女・光（1905年 - ?、岐阜、野田卯一の妻）[15] - 政治家野田聖子の祖母。
- 養子・稔（野田卯一の長男） - 野田聖子の実父。

親戚
- 木越安綱（軍人、男爵）[12] - 徳蔵の姪とくは木越安綱の四男の妻。
- 実吉安純（軍人、子爵） - 実吉雅郎の父。
- 実吉雅郎（日本揮発油創業者） - 長女・富の夫。
- 野田卯一（大蔵官僚） - 野田聖子の祖父。二女・光の夫。
- 山田藤次郎（山田商店代表取締役） - 姪ときは山田藤次郎の長男の妻。[6]